# Conospermum croniniae
Conospermum croniniae (лат.) — кустарник, вид рода Коноспермум (Conospermum) семейства Протейные (Proteaceae), эндемик Западной Австралии.

## Ботаническое описание
Conospermum croniniae — кустарник высотой до 90 см. Стеблевые листья округлые в сечении, 7-10 мм длиной, 0,3-0,5 мм шириной, раскидистые; цветочные листья дельтовидные, 4-9 мм длиной, 1-2 мм шириной, голые. Соцветие — пазушный колос, содержащий до 6 цветков; цветоносный стебель 2,5-9 мм длиной, опушённый; прицветники обратнояйцевидные, длиной 1,5-2,25 мм, шириной 2-3,2 мм, опушённые, с остроконечной вершиной. Околоцветник бледно-голубой или розовый, от шелковистого до пушистого; трубка длиной 3,5-4,5 мм; верхняя губа яйцевидной формы, длиной 1,25-2 мм, шириной 1,5-1,75 мм, с более короткими волосками на вершине, загнутыми назад; нижняя губа объединена на 0,5-0,75 мм. Плод — орех около 2 мм длиной, около 2,25 мм шириной, белый опушённый; волоски по окружности 0,75-1,25 мм длиной, золотистые; центральный пучок длиной 1,5-1,75 мм, красновато-золотой. Цветёт в мае и сентябре-октябре.

## Таксономия
Впервые этот вид был описан в 1904 году немецким ботаником и путешественником Людвигом Дильсом в Botanische Jahrbücher fur Systematik, Pflanzengeschichte und Pflanzengeographie по образцам, собранным А. Кронином в 1889 году в Западной Австралии. Видовое название — в честь натуралиста, собравшего типовой образец.

## Распространение
C. croniniae — эндемик Западной Австралии. Встречается на песчаных равнинах в южной части регионов Уитбелт и Большой Южный Западной Австралии от Пингелли на юго-восток до озера Кинг и на восток до Кондинина, где растёт на песчаных, суглинистых и гравийных почвах.